# Gemma Sanderson
Gemma Sanderson (Newcastle, 10 de julio de 1983) es una modelo australiana, reconocida por ganar el primer ciclo del programa de telerrealidad Australia's Next Top Model.
Internacionalmente, ha realizado campañas publicitarias para Macy's, Tchibo, Auchan y para el catálogo de ASOS. También ha realizado anuncios para Lynx y Axe. En Australia y Nueva Zelanda, sus campañas publicitarias y de moda incluyen a Jeans West, David Jones Limited y Myer, mientras que ha aparecido en revistas como Dolly Magazine, Frankie Magazine, Cleo, Marie Claire y FHM. A nivel internacional, ha aparecido en las portadas de Escape Magazine (Hong Kong) y Silhouette (Italia), y en Elle, Maxim, Jack Magazine y Grazia (Reino Unido).
Sanderson ha modelado en las pasarelas de la semana de la moda de Australia para los principales diseñadores australianos y neozelandeses como Lisa Ho, Alannah Hill, Trelise Cooper, David Jones Limited y Myer.